# Ludwig Ganghofer
Ludwig Albert Ganghofer, född 7 juli 1855 i Kaufbeuren, Bayern, död 24 juli 1920 i Tegernsee, var en tysk författare. Han blev 1879 filosofie doktor och är känd för sina folkdramer.
Ganghofer har publicerat ett stort antal berättelser från det bayerska höglandet. Om Ganghofers litterära värde går åsikterna isär. Några anser hans psykologi ytlig och hans arbeten grovt effektsökande, medan andra påstår, att han med mästerskap skildrat seder och åskådningar hos den bayerska befolkningen. Hans framgång bland allmänheten har från början varit mycket stor.

## Verk i urval
- Der Herrgottschnitzer von Ammergau (1880)
- Der Prozesshansl (1881)
- Die Hochzeit von Valeni (1889 "Bröllopet på Valeni", 1892)
- Auf der Höhe (1892)
- Der heilige Rät (1901)
- Der Jäger von Fall (1882)
- Almer und Jägerleut (1885)
- Sünden der Väter (s. å.)
- Der Klosterjäger (1892)
- Die Martinsklause (1894)
- Schloss Hubertus (1895)
- Die Bacchantin (1896)
- Das Schweigen im Walde (1899) (Sv. utg. 1935: Skogens tystnad)
- Der Dorfapostel (1902)
- Der hohe Schein (1905).